# ذهن زیبا (فیلم)
ذهن زیبا (به انگلیسی: A Beautiful Mind) فیلمی آمریکایی در ژانر درام زندگی‌نامه‌ای محصول ۲۰۰۱ است که به زندگی جان نَش ریاضی‌دان برندهٔ جایزه نوبل اقتصاد، با بازی راسل کرو، می‌پردازد و مسائلی را که او به دلیل بیماری روان‌گسیختگی با آن‌ها مواجه می‌شود، به تصویر می‌کشد. این فیلم بر اساس کتابی به همین نام نوشتهٔ سیلویا ناسار و به کارگردانی ران هاوارد ساخته شده است. بازیگران آن علاوه بر کرو، شامل اد هریس، جنیفر کانلی، پل بتانی، آدام گلدبرگ، جاد هیرش، جاش لوکاس، آنتونی رپ و کریستوفر پلامر در نقش‌های مکمل می‌شوند.
ذهن زیبا در ۲۱ دسامبر ۲۰۰۱ توسط یونیورسال پیکچرز در ایالات متحده و به‌صورت بین‌المللی توسط دریم‌ورکس پیکچرز به نمایش درآمد. این فیلم نقدهای عمدتاً مثبتی دریافت کرد، بیش از ۳۱۳ میلیون دلار در سراسر جهان فروش داشت و توانست چهار جایزه اسکار بهترین فیلم، بهترین کارگردانی (هاوارد)، بهترین فیلم‌نامه اقتباسی و بهترین بازیگر نقش مکمل زن (کانلی) را کسب کند. همچنین در بخش‌های بهترین بازیگر مرد، بهترین تدوین فیلم، بهترین گریم و بهترین موسیقی متن نیز نامزد جایزه شد.

## خلاصه داستان
جان نَش (راسل کرو) پس از کار کردن روی پروژه سختی از دانشگاه فارغ‌التحصیل شده و به سمت استادی برگزیده می‌شود. او توانایی خارق‌العاده‌ای در کشف رابطه بین اشکال و اعداد به هم ریخته دارد. ازدواج با آلیشیا ([جنیفر کانلی]) به زندگی او رنگ و لعابی دیگر می‌دهد تا اینکه ظاهراً ویلیام پارچر (اد هریس) مأمور سیا به سراغش می‌رود و از او می‌خواهد با توجه به استعداد بی‌نظیرش در زمینه فعالیت‌های رمز شکنی به سیا کمک کند اما…

## بازیگران
- راسل کرو در نقش جان فوربز نش
- جنیفر کانلی
- اد هریس
- کریستوفر پلامر
- پل بتانی
- آدام گلدبرگ
- جاش لوکاس
- آنتونی رپ
- جیسون گری-استنفورد
- جاد هیرش
- آستین پندلتن
- ویوین کاردن
- کیلیان، کریستین و دنیل کافی‌نت-کریان

## جوایز

### برندهٔجایزهٔ اسکار
- جایزهٔ بهترین فیلمنامهٔ اقتباسی برای آکیوا گلدزمن
- جایزهٔ بهترین فیلم برای برایان گریزر و ران هاوارد
- جایزهٔ بهترین کارگردانی برای ران هوارد
- جایزهٔ بهترین بازیگر زن نقش مکمل برای جنیفر کانلی

### نامزد جایزهٔ اسکار
- بهترین بازیگر نقش اصلی مرد
- بهترین تدوین
- بهترین چهره‌آرایی
- بهترین موسیقی فیلم
- بهترین بازیگر مرد
- برنده جایزه گلدن گلوب:
- برنده گلدن گلوب بهترین فیلم درام
- برنده گلدن گلوب بهترین بازیگر نقش اول مرد فیلم درام
- برنده گلدن گلوب بهترین بازیگر نقش مکمل زن
- برنده گلدن گلوب بهترین فیلمنامه
- نامزدی جایزه گلدن گلوب:
- نامزد گلدن گلوب بهترین کارگردانی
- برنده جایزه بفتا
- برنده بفتای بهترین بازیگر نقش اول مرد
- برنده بفتای بهترین بازیگر نقش مکمل زن
- نامزدی جایزه بفتا
- نامزد بفتای بهترین فیلم
- نامزد بفتای بهترین کارگردانی
- نامزد بفتای بهترین فیلمنامه اقتباسی

## تفاوت با رویدادهای واقعی
روایت فیلم به صورت قابل توجهی با رویدادهای واقعی زندگی جان نش تفاوت دارد و از این جهت، این فیلم مورد نقد بسیاری قرار گرفته است؛ اما سازندگان آن می‌گویند که نمی‌خواستند فیلم را به صورت یک ارائه ادبی بسازند.
اولین تفاوت در توصیف استرس و بیماری ذهنی نش است. فیلم، بیماری او را دیداری و شنیداری توصیف می‌کند، درحالی که در واقع آن‌ها تنها شنیداری بوده‌اند.
درخصوص فداکاری بسیار آلیشیا — همسر جان نش — نیز در این فیلم اغراق شده است؛ چرا که آلیشیا در سال ۱۹۶۳ از جاننش جدا شد و هفت سال بعد در ۱۹۷۰ تنها به جان اجازه داد تا در خانه وی زندگی کند. بعد از دریافت جایزه نوبل توسط جان آن‌ها رابطه جدیدی شروع کردند. در سال ۲۰۰۱، جان نش برای بار دوم با آلیشیا ازدواج کرد.
مراسم خودنویس در پرینستون — که در فیلم مشاهده می‌شود — ساختگی است.
در فیلم، جان نش در سال ۱۹۹۴ قبل از برگزاری مراسم نوبل، می‌گوید که از داروهای جدیدی استفاده می‌کند، اما در واقع نش از سال ۱۹۷۰ هیچ دارویی استفاده نکرده است. کارگردان فیلم در این باره چنین توضیح می‌دهد که این جمله، به این دلیل به سخنان جان اضافه شده است که از فیلم، این‌طور برداشت نشود که همهٔ بیماران روان‌گسیختگی بدون دارو می‌توانند از پس بیماری خود برآیند.
برخلاف آنچه در فیلم نشان داده می‌شود، نش هیچگاه در مراسم سنتی دریافت جایزهٔ نوبل سخنرانی نکرد و به جای آن، سخنرانی کوتاهی را در سمیناری که به‌عنوان جایگزین آن مراسم برگزار شده بود، انجام داد. در فیلم نشان داده می‌شود که نش در سخنرانی خود پس از دریافت جایزه نوبل، از عشق سخن می‌گوید. در خودزندگی‌نامهٔ کوتاهِ نش، او بی‌پرده دربارهٔ بیماری‌اش سخن می‌گوید اما اشاره‌ای به عشق نمی‌کند.
در فیلم اینطور نمایش داده می‌شود که او یک پسر دارد. اما در زندگی واقعی، او دارای دو فرزند پسر است. فرزند اول او ریاضیدان است و مانند پدرش مبتلا به اسکیزوفرنی پارانوئید است.

## تولید

### توسعه
ذهن زیبا دومین فیلم با موضوع اسکیزوفرنی بود که ران هاوارد قصد داشت کارگردانی کند. اولین فیلم، قوانین جنون، قرار بود بر اساس داستان واقعی مایکل لودر، اسکیزوفرنی‌ای که با غلبه بر مشکلات فراوان از مدرسه حقوق ییل فارغ‌التحصیل شد، ساخته شود. هاوارد حقوق داستان زندگی لودر را در سال ۱۹۹۵ به مبلغ ۱٫۵ میلیون دلار خریداری کرد و برد پیت را برای نقش اصلی انتخاب کرده بود. با این حال، پس از آنکه لودر در سال ۱۹۹۸ نامزد خود را در جریان یک روان‌پریشی کشت، برنامه‌های ساخت این فیلم لغو شد.
پس از آنکه تهیه‌کننده برایان گریزر برای اولین بار قسمتی از کتاب ذهن زیبا اثر سیلویا ناسار در سال ۱۹۹۸ را در مجله ونتی فر خواند، فوراً حقوق ساخت فیلم را خریداری کرد. گریزر بعدها گفت که بسیاری از افراد آ-لیست با دیدگاه‌های خود دربارهٔ این پروژه با او تماس می‌گرفتند. او در نهایت این پروژه را به ران هاوارد، شریک حرفه‌ای دیرینه خود، ارائه کرد.
گریزر با بسیاری از فیلم‌نامه‌نویسان دیدار کرد که عمدتاً شامل «درام‌نویسان جدی» بودند، اما او آکیوا گلدسمن را به دلیل اشتیاق و علاقه فراوانش به پروژه انتخاب کرد. دیدگاه خلاقانه گلدسمن دربارهٔ این پروژه این بود که بینندگان تا نقطه خاصی از فیلم متوجه نشوند که در حال مشاهده یک واقعیت جایگزین هستند. این کار برای گرفتن درک بینندگان و تقلید از نحوه تجربه‌های ناش انجام شد.
هاوارد براساس پیش‌نویس اولیه پذیرفت فیلم را کارگردانی کند. او از گلدسمن خواست تا داستان عاشقانه ناش و همسرش را برجسته کند؛ زیرا نقش او برای توانایی ناش در ادامه زندگی در خانه بسیار حیاتی بود.
دیوید بایر، استاد ریاضیات در کالج بارنارد، دانشگاه کلمبیا، برای مشاوره در مورد معادلات ریاضی که در فیلم ظاهر می‌شوند، دعوت شد. برای صحنه‌ای که ناش باید کلاس حسابان را تدریس کند و مسئله پیچیده‌ای به آن‌ها بدهد تا مشغول شوند، بایر مسئله‌ای را انتخاب کرد که از نظر فیزیکی غیرواقعی اما از نظر ریاضی بسیار غنی بود، مطابق با شخصیت ناش به عنوان «کسی که واقعاً نمی‌خواهد جزئیات پیش‌پاافتاده را تدریس کند و روی چیزهایی که واقعاً جالب هستند تمرکز می‌کند».
بایر همچنین نقش کوچکی به‌عنوان استادی که قلم خود را در مراسم قلم‌گذاری در نزدیکی پایان فیلم برای نش می‌گذارد، بازی کرد.
گرگ کانوم به‌عنوان مسئول طراحی جلوه‌های آرایشی فیلم یک ذهن زیبا انتخاب شد. او به‌طور ویژه برای ایجاد روند افزایش سنی شخصیت‌ها به کار گرفته شد. پیش‌تر، کرو در فیلم نفوذی و هاوارد در فیلم پیله با کانوم همکاری کرده بودند.
مراحل آرایشی هر شخصیت بر اساس تعداد سال‌هایی که بین مراحل مختلف سپری می‌شد، به‌دقت طراحی و تفکیک شده بود. کانوم بر ظرافت و گذار نرم بین این مراحل تأکید داشت. با این حال، تمرکز اصلی او بر دستیابی به ظاهر نهایی «ناش پیرتر» بود. تیم سازنده ابتدا تصمیم داشت آرایش، راسل کرو را در تمام طول فیلم پیرتر نشان دهد. اما به درخواست کرو، آرایش به‌گونه‌ای انجام شد که ظاهر او به چهره جان ناش شباهت بیشتری پیدا کند.
کانوم یک آرایش نوین سیلیکونی توسعه داد که توانایی شبیه‌سازی پوست واقعی را داشت و استفاده از لایه‌های همپوشان را ممکن می‌کرد. این فناوری زمان اعمال آرایش را از هشت ساعت به چهار ساعت کاهش داد. علاوه بر این، برای کرو از چندین دندان مصنوعی استفاده شد تا پیشی دندانی ملایمی به او بدهد و شخصیت جان ناش را واقع‌گرایانه‌تر نمایش دهد.
هاوارد و گریزر تصمیم گرفتند با جیمز هورنر، همکار همیشگی‌شان، برای موسیقی فیلم همکاری کنند، زیرا از توانایی او در برقراری ارتباط آگاه بودند. هاوارد دربارهٔ هورنر گفت: «این مثل داشتن مکالمه‌ای با یک نویسنده، بازیگر یا کارگردان دیگر است.» یکی از بحث‌های جاری بین کارگردان و آهنگ‌ساز دربارهٔ این بود که ریاضیات سطح بالا بیشتر شبیه یک کالیدوسکوپ است تا اعداد و راه‌حل‌ها، زیرا ایده‌ها تکامل پیدا می‌کنند و تغییر می‌کنند. پس از اولین نمایش فیلم، هورنر به هاوارد گفت: «من تغییراتی را می‌بینم که مثل سیستم‌های آب‌وهوایی با سرعت حرکت می‌کنند.» او این مفهوم را به‌عنوان یک تم دیگر برای ارتباط دادن به شخصیت متغیر ناش انتخاب کرد.
هورنر تصمیم گرفت از شارلوت چرچ، خواننده ولزی، برای اجرای آوازهای سوپرانو استفاده کند، زیرا به این نتیجه رسید که به تعادلی بین صدای کودک و بزرگسال نیاز دارد. او می‌خواست «خلوص، وضوح و روشنایی یک ساز» را داشته باشد، اما همچنین ویبراتو را برای حفظ انسانیت صدا در نظر گرفت.
فیلم ذهن زیبا به‌طور ۹۰ درصد به ترتیب زمانی فیلم‌برداری شد. سه سفر جداگانه به پردیس دانشگاه پرینستون انجام شد. در طول فیلم‌برداری، هاوارد تصمیم گرفت توهمات ناش همیشه ابتدا به‌صورت شنیداری معرفی شوند و سپس به شکل بصری نمایش داده شوند. این تصمیم برای ارائه سرنخی به مخاطب و تثبیت توهمات از دیدگاه ناش اتخاذ شد. جان ناش تاریخی فقط توهمات شنیداری داشت.
فیلم‌سازان تکنیکی برای نمایش بصیرت‌های ذهنی ناش توسعه دادند. ریاضی‌دانان این لحظات را به‌عنوان احساسی از «پاک شدن دود»، «درخشیدن نور» و «همه چیز کنار هم قرار گرفتن» توصیف کرده بودند؛ بنابراین، فیلم‌سازان از نورهای درخشانی که روی یک جسم یا فرد ظاهر می‌شدند استفاده کردند تا خلاقیت ناش را در حال کار نشان دهند.
دو صحنه شب در پردیس دانشگاه فیرلِی دیکینسون در فلورهام پارک، نیوجرسی، در سالن رقص عمارت واندربیلت فیلم‌برداری شد.
بخش‌هایی از صحنه‌های فیلم که در هاروارد اتفاق می‌افتادند، در دانشگاه منهتن فیلم‌برداری شدند. دانشگاه هاروارد از زمان فیلم‌برداری داستان عشق در سال ۱۹۷۰، که باعث آسیب فیزیکی قابل توجه به درختان پردیس شد، اکثر درخواست‌های فیلم‌برداری در محل خود را رد کرده است.